# Гипотеза Борсука

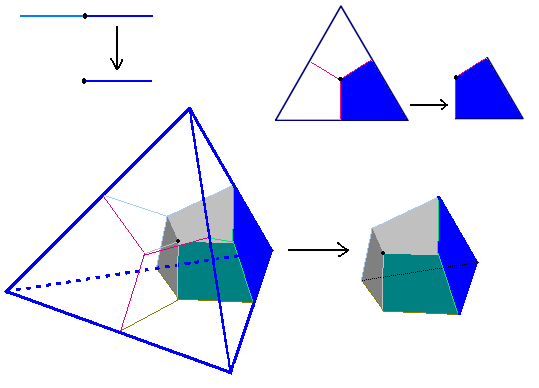
Разрезания отрезка, треугольника и тетраэдра на части меньшего диаметра.

Гипотеза Бо́рсука (проблема Борсука) — опровергнутая гипотеза в комбинаторной геометрии: 
Возможно ли произвольное тело конечного единичного диаметра в {\displaystyle n}-мерном евклидовом пространстве разбить на не более чем {\displaystyle n+1} часть так, что диаметр каждой части будет меньше 1?
Выдвинута Каролем Борсуком в 1933 году.
Сыграла значительную роль в развитии комбинаторной геометрии XX века: в течение длительного периода гипотеза подтверждалась для ряда частных случаев и основные усилия были направлены на поиск доказательства в общем случае, поскольку весомых сомнений в её справедливости не возникало.
Однако в 1993 году был найден контрпример.
По состоянию на 2023 год доказано, что гипотеза верна при {\displaystyle n\leqslant 3}, и неверна для {\displaystyle n\geqslant 64}, вопрос остаётся открытым для {\displaystyle 4\leqslant n\leqslant 63}.

## Положительные решения

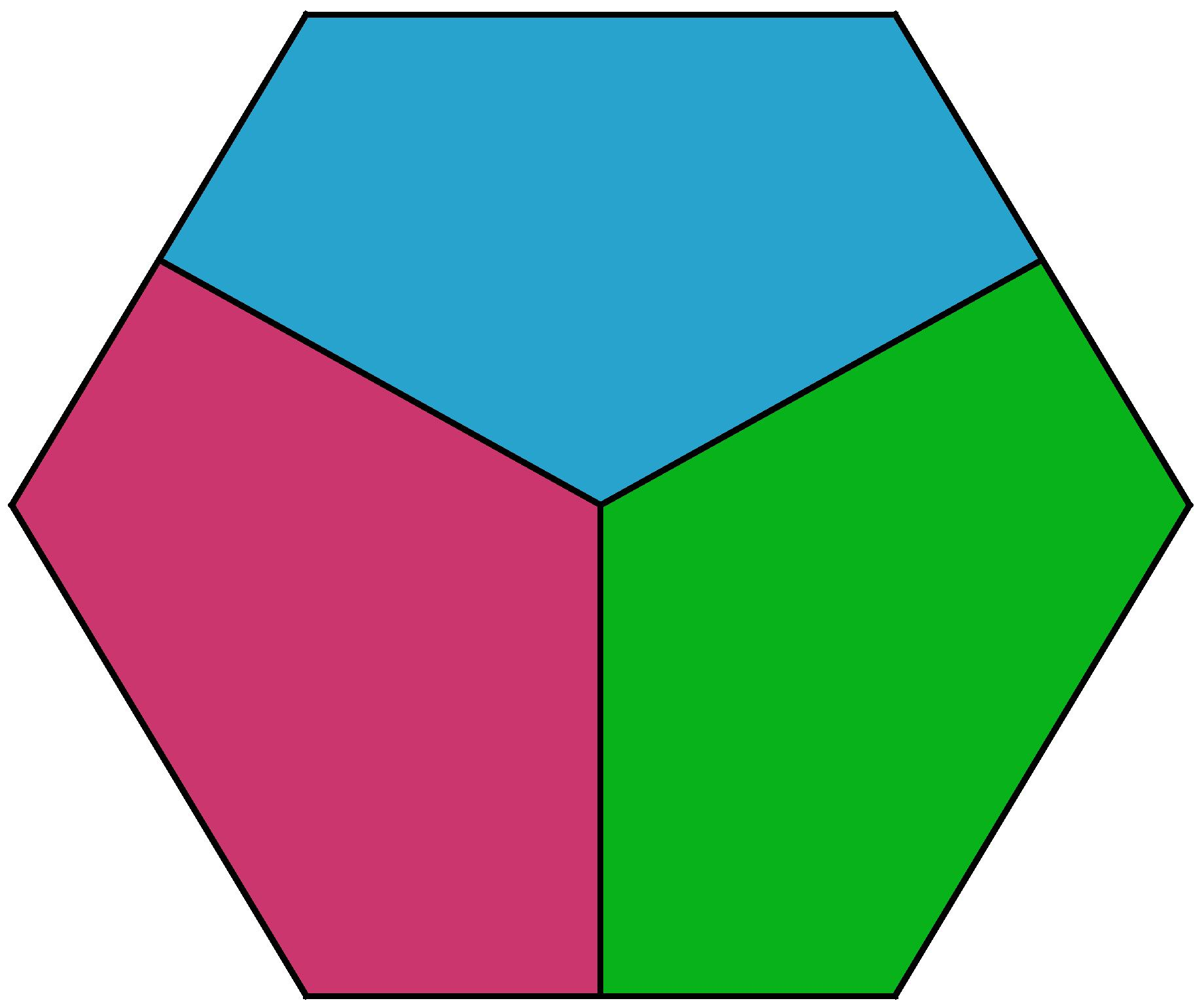
Разрезание правильного шестиугольника ширины 1 на 3 части диаметра меньше 1.

Случай {\displaystyle n=1} очевиден. Случай {\displaystyle n=2} был доказан самим Борсуком в 1933 году, он воспользовался результатом Дьюлы Пала 1929 года, согласно которому любую фигуру диаметра 1 можно поместить в правильный шестиугольник ширины 1, а такой шестиугольник в свою очередь допускает разрезание на три пятиугольника диаметра {\displaystyle {\tfrac {\sqrt {3}}{2}}<1}.
Кроме того, Борсук доказал, что {\displaystyle n}-мерный шар нельзя разделить на {\displaystyle n} частей меньшего диаметра, тем самым утвердив нижнюю оценку для количества частей (доказательство основано на теореме Борсука — Улама).
В 1946 году Хадвигер доказал справедливость гипотезы при всех {\displaystyle n} для выпуклых тел с гладкой границей.
В 1947 году Юлиан Перкаль доказал случай {\displaystyle n=3} для всех ограниченных тел, независимо от него в 1955 году этот же результат получил британский математик Эгглстон; простое доказательство, сходное с доказательством Борсука, было найдено несколько позже Бранко Грюнбаумом и Альдаром Хеппешем;
они доказывают, что любое тело диаметра 1 можно поместить в определённый октаэдр с отсечёнными тремя вершинами, который в свою очередь допускает разбиение на 4 части диаметра меньше 0,9888.
По меньшей мере с начала 1970-х годов гипотеза подтверждена для центрально-симметричных тел. В 1971 году Клод Роджерс доказал гипотезу для всякого множества, инвариантного относительно действия группы преобразований, оставляющих на месте правильный {\displaystyle n}-мерный симплекс.
В 1993 году Борис Декстер установил справедливость гипотезы для выпуклых тел с поясом из регулярных точек.
В 1995 году им же дан положительный ответ для всех тел вращения в произвольных размерностях.

## Число Борсука
Число Борсука {\displaystyle f(n)} — наименьшее число возможных частей меньшего диаметра, на которые можно разбить всякое ограниченное тело в {\displaystyle n}-мерном пространстве. Параллельно с подтверждением гипотезы {\displaystyle f(n)=n+1} в частных случаях, улучшались нижние и верхние оценки для {\displaystyle f(n)}. Сравнительно легко получены оценки {\displaystyle f(n)\leqslant (2{\sqrt {n}}+1)^{n}} и {\displaystyle f(n)\leqslant 2^{n}}. В 1983 году Маршалл Лассак установил, что {\displaystyle f(n)\leqslant 2^{n-1}+1}.
Среди асимптотических верхних оценок долгое время лучшей была оценка Клода Роджерса (англ. Claude Ambrose Rogers; 1965): {\displaystyle f(n)\leqslant {\big (}{\sqrt {2}}+o(1){\big )}^{n}}; в 1988 году Одед Шрамм установил, что:
{\displaystyle f(n)\leqslant {\Big (}{\sqrt {\tfrac {3}{2}}}+o(1){\Big )}^{n}}.

## Отрицательные решения
Отрицательное решение проблемы в общем случае выявлено в 1993 году Гилем Калаем (англ. Gil Kalai) и Джеффом Каном (англ. Jeff Kahn), построившими контрпример в размерности {\displaystyle n=1325} и доказавшими невыполнение гипотезы для всех {\displaystyle n>2014}. Кроме того, они показали, что для достаточно больших {\displaystyle n} существуют {\displaystyle n}-мерные тела, которые нельзя разбить на {\displaystyle {\big (}1{,}203+o(1){\big )}^{\sqrt {n}}} частей меньшего диаметра. В последующие годы размерность, выше которой гипотеза не выполняется, последовательно снижалась:
- 1993 — {\displaystyle n\geqslant 2015} (Калай — Кан),
- 1994 — {\displaystyle n\geqslant 946} (Нилли),
- 1997 — {\displaystyle n\geqslant 903} (Вайссбах — Грей),
- 1997 — {\displaystyle n\geqslant 561} (Райгородский)[7],
- 2000 — {\displaystyle n\geqslant 560} (Вайссбах),
- 2001 — {\displaystyle n\geqslant 324} (Хинрихс),
- 2002 — {\displaystyle n\geqslant 323} (Пихурко),
- 2003 — {\displaystyle n\geqslant 298} (Хинрихс — Рихтер)[8],
- 2013 — {\displaystyle n\geqslant 65} (Бондаренко)[9],
- 2013 — {\displaystyle n\geqslant 64} (Йенрих)[10].

Для построения контпримеров во всех случаях использовались конечные множества и использованы тонкие комбинаторные результаты. Нижние оценки для минимального числа частей меньшего диаметра в большинстве контрпримеров — {\displaystyle {\big (}1{,}203+o(1){\big )}^{\sqrt {n}}},
в одном из результатов Райгородского (1999) эта оценка улучшена до {\displaystyle {\big (}1{,}2255+o(1){\big )}^{\sqrt {n}}}.

## Вариации и обобщения
В 1953 году Дэвид Гейл выдвинул гипотезу, что любое тело единичного диаметра в трёхмерном пространстве допускает разбиение на 4 части с диаметром:
{\displaystyle {\sqrt {\frac {3+{\sqrt {3}}}{6}}}\approx 0{,}888},
то есть шар является «наихудшим» в этом смысле телом.
В 1971 году гипотеза Борсука подтверждена для сферического и гиперболического пространств при {\displaystyle n=2,3}.
В 1991 году этот результат обобщён на произвольные размерности для центрально-симметрических выпуклых гиперповерхностей.
В 2012 году изучены аналоги проблемы Борсука в пространстве {\displaystyle \mathbb {Q} ^{n}} с евклидовой метрикой и с метрикой {\displaystyle l_{p}}.
В 2019 году рассмотрен вопрос о разбиении произвольных ограниченных метрических пространств на заданное количество подмножеств меньшего диаметра, и выявлены критерии осуществимости и неосуществимости такого разбиения в зависимости от расстояния по метрике Громова — Хаусдорфа от заданного пространства до симплексов заданной мощности, где под симплексом понимается метрическое пространство, в котором все ненулевые расстояния одинаковы.